# Heteropneustes microps
Heteropneustes microps es una especie de peces de la familia Heteropneustidae en el orden de los Siluriformes.

## Morfología
Los machos pueden llegar alcanzar los 15 cm de longitud total.

## Reproducción
Es ovíparo.

## Hábitat
Es un pez de agua dulce y de clima tropical (22 °C-26 °C).

## Distribución geográfica
Se encuentran en Asia: Sri Lanka y la India.